# Roncaglia

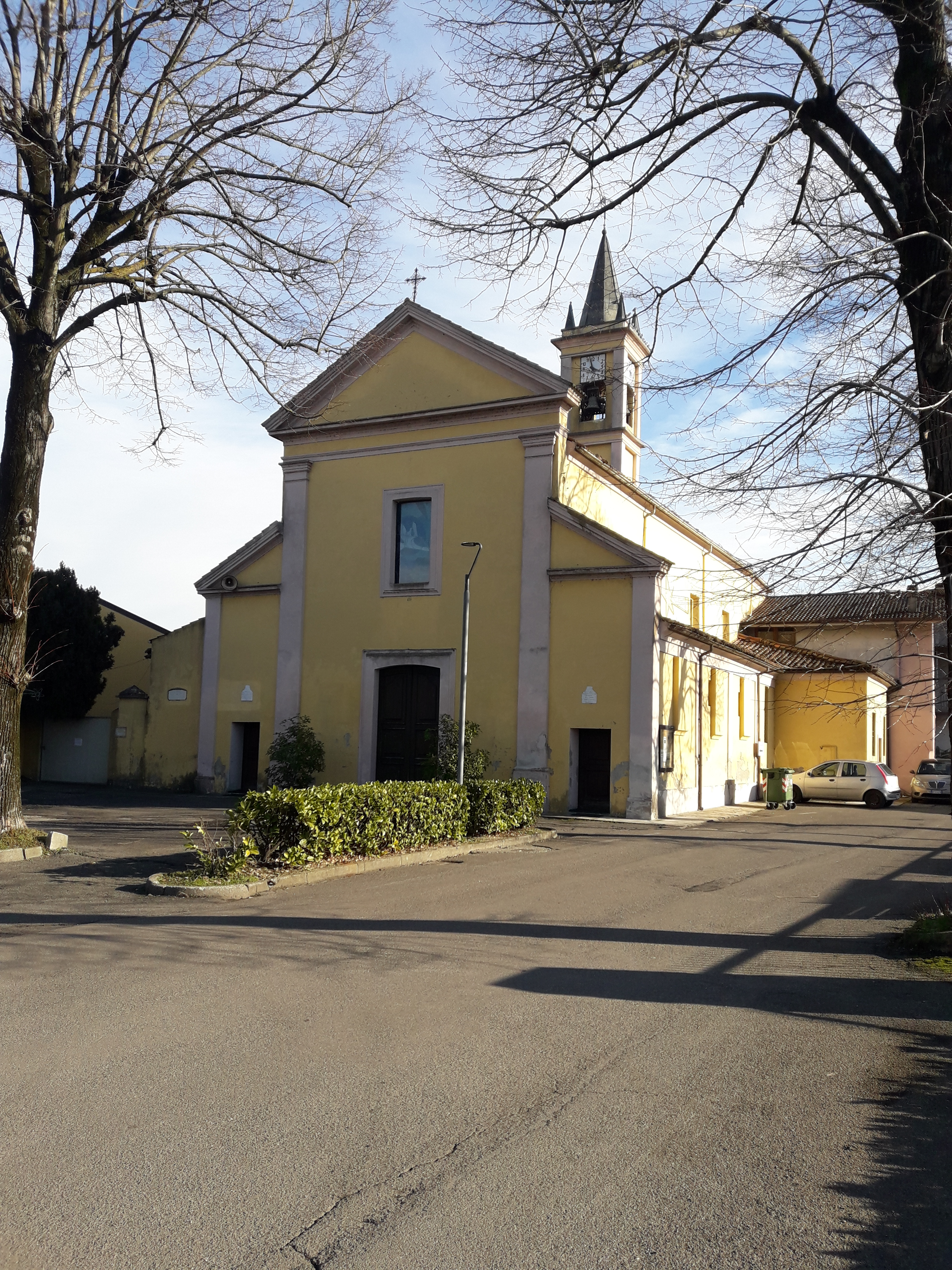

Roncaglia ist eine Fraktion von Piacenza in Oberitalien.

## Geschichte
Roncaglia war im Hochmittelalter mehrfach Schauplatz von Hof- und Reichstagen des Heiligen Römischen Reiches:
- 1075: Der von Heinrich IV. nach Italien entsandte Graf Eberhard hält auf den Roncaglischen Feldern eine Versammlung ab (Regesta Imperii III,2,3 n. 760).
- 1132: Lothar III. trifft mit Papst Innozenz II. zusammen und berät auf einem allgemeinen Hoftag über den Zustand von Reich und Kirche (RI IV,1,1 n. 319).
- 1136: Lothar III. feiert Allerheiligen und hält einen Hoftag, auf dem er Gesetze verkündet (RI IV,1,1 n. 527,  RI IV,1,1 n. 528, RI IV,1,2 n. 70).
- 1154: Friedrich I. hält einen von zahlreichen Fürsten und den Konsuln und Großen fast aller Städte besuchten Hoftag ab (RI IV,2,1 n. 253).
- 1158: Friedrich I. hält zur Verkündigung der Friedenssatzungen und zur Weisung der Gerechtsame des Reiches einen großen Reichstag in Roncaglia (RI IV,2,2 n. 605). Auf diesem Reichstag werden die Gesetze von Roncaglia, darunter die Constitutio de regalibus verkündet.
- 1159: Friedrich I. feiert im Kreis seiner Truppen den zuvor angesagten Hoftag in Roncaglia (RI IV,2,2 n. D707).
- 1194: Heinrich VI. lagert mit seinem Heere einen Tag lang in Roncaglia (RI IV,3 n. 353a).